# Porsche Cayenne Turbo S
De Porsche Cayenne Turbo S is een sport-SUV van de Duitse autoconstructeur Porsche. De auto staat op het platform van de Volkswagen Touareg en heeft standaard vierwielaandrijving en een aantal hulpsystemen aan boord waaronder PSM (Porsche Stability Management), PASM (Porsche Active Suspension Management), PDCC (Porsche Dynamic Chassis Control) PTM (Porsche Traction Management) en PCM (Porsche Communication Management).

## Prestaties
De auto gaat van 0 tot 100 km/h in 4,8 seconden. De topsnelheid bedraagt 280 km/h. De Cayenne Turbo S deelt zijn techniek met de gewone Cayenne Turbo maar heeft een aangepaste motorsturing en verhoogde turbodruk. Hierdoor komt het vermogen van de Turbo S uit op 550 pk. Het koppel bedraagt 750 Nm tussen 2.250 en 4.500 tpm.

## Concurrentie
Binnen deze prestatieklasse van de SUV's is er weinig concurrentie. Alleen de merken Mercedes, BMW en Jeep hebben met de Mercedes-Benz ML 63 AMG, de BMW X5 M en de Jeep Grand Cherokee SRT8 gelijkwaardige modellen. De Cayenne Turbo S was tot 2009 de snelste ooit gebouwde SUV, want hij is 0,1 s trager in de sprint van 0–100 km/h dan de BMW X5 M. Hij houdt wel nog het record van de topsnelheid (280 km/h) terwijl die van de X5 M "slechts" 275 km/h bedraagt. Ook is hij sneller in de sprint van 0–200 km/h want hij doet het in 16,4 s terwijl de X5 M er 19,9 s over doet. Hij is dus wel de snelste SUV van 0–275 km/h.